# 蔡无忌
蔡无忌（1898年—1980年），男，原籍浙江绍兴，生于北京，中国兽医学家，曾任中国畜牧兽医学会会长，第三届全国人大代表，第五届全国政协委员。

## 家庭
父亲蔡元培，母亲王昭。